# 夢見坂
《夢見坂》是一套在1995年6月30日由U・Me SOFT PC推出的18禁遊戲，為U・Me SOFT公司的處女作，最初只在PC-98上運行，後來開發了Windows版本的《夢見坂R》。這套遊戲的特色是其遊戲背景採用了日本京都府京都市東山區的實景為藍本，但更改了名字。例如：「一條橋」其實就是「五條橋」，「紫泉院女大」其實就是區內的京都女子大學。
原畫家為てつろう。
2007年時，U・Me SOFT出品了《三坂物語》，其中收錄了《夢見坂R》、《柊坂の旧館R》及《想ひ出坂R》。

## 外部連結
- 夢見坂官方網址 （页面存档备份，存于）